# بهترین‌های آبا
بهترین‌های آبا (انگلیسی: The Best of ABBA) یک آلبوم گردآوری‌شده از ابرگروه سوئدی موسیقی پاپ آبا است که نخستین بار در اوت ۱۹۷۵ در کشور هلند منتشر شد. کمی بعد این آلبوم در آلمان غربی، استرالیا، نیوزلند و سرانجام در سال ۱۹۷۶ در اتریش و هند منتشر شد.

## فهرست ترانه‌ها
تمامی ترانه‌ها توسط بنی آندِشون و بیورن اولویوس نوشته‌شده، مگر آنهایی که نام دیگری برایشان ذکر شده‌است.

### روی اول
1. «واترلو (ترانه آبا)» (نوشته شده توسط: بنی آندِشون، استیگ آندِشون، بیورن اولویوس) – ۲:۴۱
2. «رینگ رینگ» (نوشته شده توسط: استیگ آندِشون، بنی آندِشون، اولویوس، نیل سداکا، فیل کدی) – ۳:۰۱
3. «هانی، هانی» (نوشته شده توسط: استیگ آندِشون، بنی آندِشون، اولویوس) – ۲:۵۲
4. «ماما میا» (نوشته شده توسط: استیگ آندِشون، بنی آندِشون، اولویوس) – ۳:۳۲
5. «آدمیزاد نیازمند عشق است» (نوشته شده توسط: بنی آندِشون، اولویوس) – ۲:۴۰
6. «نینا، بالرین زیبا» (نوشته شده توسط: بنی آندِشون، اولویوس) – ۲:۵۰[۳]

### روی دوم
1. «دارم، دارم، دارم، دارم، دارم» (نوشته شده توسط: استیگ آندِشون، بنی آندِشون، اولویوس) – ۳:۱۵
2. «اس‌اواس» (نوشته شده توسط: استیگ آندِشون، بنی آندِشون، اولویوس) – ۳:۲۲
3. «برقص (تا موقعی که موسیقی برقراره)» – ۳:۱۲
4. «بنگ-ئه-بومرنگ» (نوشته شده توسط: استیگ آندِشون، بنی آندِشون، اولویوس) – ۳:۰۰
5. «خدا نگهدار» (نوشته شده توسط: استیگ آندِشون، بنی آندِشون، اولویوس) – ۳:۰۵
6. «خداحافظ» (نوشته شده توسط: بنی آندِشون، اولویوس) – ۳:۰۶[۴]

## جداول موسیقی
| جدول (۱۹۷۶–۱۹۷۵)                      | بالاترین رتبه |
| ------------------------------------- | ------------- |
| آلبوم‌های استرالیا (گزارش موسیقی کنت)  | ۱             |
| آلبوم‌های اتریشی (آلبوم‌های او۳)        | ۱             |
| آلبوم‌های هلندی (جدول‌های هلند)         | ۱             |
| آلبوم‌های آلمانی (۱۰۰ آلبوم برتر رسمی) | ۱             |
| آلبوم‌های نیوزیلندی (آرام‌ان‌زد)         | ۱             |
| آلبوم‌های نروژی (وی‌جی-لیستا)           | ۱۴            |
| جدول (۲۰۰۸)                           | بالاترین رتبه |
| آلبوم‌های ایتالیایی (فیمی)             | ۹۲            |

| جدول (۱۹۷۶)                                   | رتبه |
| --------------------------------------------- | ---- |
| آلبوم‌های استرالیا (گزارش موسیقی کنت)          | ۱    |
| آلبوم‌های اتریش (او۳ تاپ ۴۰ اتریش)             | ۱    |
| آلبوم‌های آلمان (رتبه‌بندی سرگرمی جی‌اف‌کی)       | ۱    |
| آلبوم‌های نیوزیلند (جدول رسمی موسیقی نیوزیلند) | ۱    |
| جدول (۱۹۷۷)                                   | رتبه |
| آلبوم‌های آلمان (رتبه‌بندی سرگرمی جی‌اف‌کی)       | ۳۰   |
| آلبوم‌های اتریش (او۳ تاپ ۴۰ اتریش)             | ۲۳   |
| آلبوم‌های نیوزیلند (جدول رسمی موسیقی نیوزیلند) | ۱۸   |

## گواهینامه‌ها و فروش
| منطقه                                                              | گواهی      | واحد گواهی‌شده/فروش |
| ------------------------------------------------------------------ | ---------- | ------------------ |
| استرالیا (آی‌اف‌پی‌آی استرالیا)                                       | ۲۲× پلاتین | ۱٬۲۱۰٬۰۰۰          |
| آلمان (بی‌وی‌ام‌آی)                                                   | پلاتین     | ۵۰۰٬۰۰۰^           |
| هنگ کنگ (آی‌اف‌پی‌آی هنگ کنگ)                                         | طلا        | ۱۰٬۰۰۰*            |
| هند                                                                | —          | ۵۰٬۰۰۰             |
| هلند                                                               | —          | ۵۰۰٬۰۰۰            |
| نیوزیلند (آرآی‌ای‌ان‌زد)                                              | ۲۴× پلاتین | ۳۶۰٬۰۰۰^           |
| * رقم فروش تنها بر پایهٔ گواهی‌ها. ^ رقم توزیع تنها بر پایهٔ گواهی‌ها. |            |                    |